# Joseph Mascolo
Joseph Mascolo (West Hartford, 13 marzo 1929 – Santa Clarita, 8 dicembre 2016) è stato un attore statunitense.
Caratterista dalla lunga carriera, recitò in miniserie come I giorni del padrino (1981) e nella soap I giorni della nostra vita, nel ruolo di Stefano DiMera, che ha interpretato dal 1982 al 2016. Tra il 2001 e il 2006 ebbe il ruolo di Massimo Marone in Beautiful. Mascolo acquisì inoltre fama sul grande schermo interpretando Lo squalo 2 (1978).

## Biografia
I suoi genitori, Anna DiTuccio (1910-2010) e Peter Mascolo (1901-2008), erano immigrati italiani, nativi di Napoli. Il padre morì poco tempo dopo il loro ottantesimo anniversario di matrimonio. Aveva una sorella di nome Marie LaVoie. Studiò recitazione a Miami e frequento l'accademia militare.,

## Carriera
Mascolo fece il suo debutto televisivo nel 1961 e nel 1972 girò il suo primo film, Shaft colpisce ancora, con Richard Roundtree. Conquistata subito una certa popolarità, fu richiesto da vari registi; seguirono infatti titoli come Freeman - L'agente di Harlem (1973) e Lo squalo 2 (1978). Quest'ultima apparizione dette all'attore una grande notorietà per tutti gli anni '80, durante i quali fu impegnato in innumerevoli film d'azione e molte serie tv, come L'incredibile Hulk (1979) e la miniserie I giorni del padrino (1981).
La grande passione per la musica lirica lo portò a conoscere Luciano Pavarotti, con il quale instaurò una grande amicizia, tanto che il tenore gli chiese di recitare con lui nel film Yes, Giorgio (1982), unica pellicola, tra l'altro, interpretata da Pavarotti.
Nel 1982 la carriera di Mascolo giunse alla svolta decisiva, quando venne contattato per recitare in una delle più famose soap opera statunitensi, I giorni della nostra vita, nella parte del cattivo Stefano DiMera. Questo ruolo, che lasciò per alcune stagioni per recitare in altre produzioni, gli permise di affermarsi definitivamente in campo televisivo e di vincere per tre volte il Soap Opera Digest Awards come miglior cattivo in una soap opera.
Nel 2001 entrò nel cast della soap Beautiful, interpretando Massimo Marone, uomo del passato di Stephanie Forrester (Susan Flannery) e vero padre di Ridge Forrester. Nel 2006 decise di lasciare la serie con cui si era fatto conoscere anche da un pubblico più giovanile, e tornò nel cast fisso della soap I giorni della nostra vita, che interpretò fino al 2015 per un totale di circa 1850 episodi. Sofferente da alcuni anni della malattia di Alzheimer, morì nel 2016.

## Filmografia parziale

### Cinema
- Sperone selvaggio (Hot Spur), regia di Lee Frost (1968)
- Shaft colpisce ancora (Shaft's Big Score!), regia di Gordon Parks (1973)
- Freeman, l'agente di Harlem (The Spook Who Sat by the Door), regia di Ivan Dixon (1973)
- Lo squalo 2 (Jaws 2), regia di Jeannot Szwarc (1978)
- Pelle di sbirro (Sharky's Machine), regia di Burt Reynolds (1981)
- Yes, Giorgio, regia di Franklin J. Schaffner (1982)
- Black Jack (Heat), regia di Dick Richards (1986)

### Televisione
- Coronet Blue - serie TV, 1 episodio (1967)
- Il sogno di Dominic (Dominic's Dream), regia di Garry Marshall (1974) - film TV
- Arcibaldo (All in the Family) - serie TV, 1 episodio (1974)
- Bronk - serie TV, 25 episodi (1975-1976)
- Kojak - serie TV, 1 episodio (1976)
- ABC Afterschool Specials - serie TV, 1 episodio (1976)
- Agenzia Rockford (The Rockford Files) - serie TV, 1 episodio (1977)
- Switch - serie TV, 1 episodio (1977)
- Lou Grant - serie TV, 1 episodio (1978)
- L'incredibile Hulk (The Incredible Hulk) – serie TV, episodio 3x03 (1979)
- I giorni del padrino - miniserie TV, 13 episodi (1981)
- Il tempo della nostra vita (Days of Our Lives) - soap opera, 1635 episodi (1982-2016)
- Cuore e batticuore (Hart to Hart) - serie TV (1984)
- Ernie Kovacs - Tra una risata e l'altra (Ernie Kovacs: Between the Laughter), regia di Lamont Johnson (1984) - film TV
- Brothers - serie TV, 1 episodio (1985)
- Santa Barbara - soap opera, 12 episodi (1985)
- Hill Street giorno e notte (Hill Street Blues) - serie TV, 1 episodio (1986)
- Hunter - serie TV, 1 episodio (1987)
- Cinque ragazze e un miliardario (Rags to Riches) - serie TV, 1 episodio (1987)
- Un giustiziere a New York (The Equalizer) - serie TV, 1 episodio (1988)
- Processo all'incredibile Hulk (The Trial of the Incredible Hulk), regia di Bill Bixby (1989) - film TV
- General Hospital - serie TV, 6 episodi (1989-1990)
- Beautiful (The Bold and the Beautiful) - serie TV, 475 episodi (2001-2006)

## Riconoscimenti

### Soap Opera Digest Awards
Vinti:
- Miglior cattivo in una soap-opera, per I giorni della nostra vita (1984)
- Miglior cattivo in una soap-opera, per I giorni della nostra vita (1985)
- Miglior cattivo in una soap-opera, per I giorni della nostra vita (1997)

## Doppiatori italiani
Nelle versioni in italiano delle opere in cui ha recitato, Joseph Mascolo è stato doppiato da:
- Sergio Tedesco in Shaft colpisce ancora
- Pino Colizzi in Lo squalo 2
- Carlo Baccarini in Beautiful (1ª voce)
- Vittorio Di Prima in Beautiful (2ª voce)